# Georg Ried (Pädagoge)
Georg Ried (* 1900; † nach 1977) war ein deutscher Pädagoge und Fachdidaktiker des Deutschunterrichts. Als Lehrer war er in München tätig.

## Leben
Er ist Verfasser der für die Nachkriegszeit maßgeblichen deutschen Schulliteraturgeschichte Vom Wesen und Werden der deutschen Dichtung, die zuerst 1951 erschien und bis 1972 22 Auflagen mit über 300.000 Büchern erlebte. Sie wurde 1961 von Walther Killy in der Zeit angegriffen, weil sie nach fragwürdigen Kriterien gewichtet sei und kritische Autoren zu abfällig beurteile.
Es war seine Abrechnung mit dem traditionellen Gymnasialunterricht im Fach Deutsch, der z. B. nachsichtig mit NS-Autoren umging und deutsche Exilautoren überging.
Georg Ried war nach der Erlanger Dissertation 1923 bereits in der Weimarer Republik ein Herausgeber pädagogischer Literatur im Deutschen Ausschuss für Bildung und Erziehung. In der Nachkriegszeit war er maßgeblich im Deutschen Philologenverband aktiv und trat gegen leistungssenkende Reformen ein. Jede Kritik an der gymnasialen Tradition wurde zurückgewiesen.

## Schriften (Auswahl)
- (Hrsg.): Die moderne Kultur und das Bildungsgut der deutschen Schule: Bericht über d. Pädag. Kongreß d. Deutschen Ausschusses f. Erziehung u. Unterricht, veranstaltet in Weimar vom 7.–9. Okt. 1926. Im Auftr. des Vorstandes d. Deutschen Ausschusses f. Erziehung u. Unterricht, Leipzig 1927
- (Hrsg.): Wesen und Wert der Erziehungswissenschaft: Bericht über den Pädagogischen Kongreß des Deutschen Ausschusses für Erziehung und Unterricht, veranstaltet in Kassel vom 4. bis 6. Oktober 1928, Leipzig 1929
- (Hrsg.): Die Stellung von Reich, Staat und Gemeinde zur Pflichtschule. Bericht über d. Gesamtausschußsitzung d. Dt. Ausschusses f. Erziehung u. Unterricht, veranst. in Berlin am 11. Nov. 1929, Leipzig 1930
- (Hrsg.): Aufgaben und Grenzen der Staatstätigkeit im Bildungswesen der Gegenwart. Bericht über den pädagogischen Kongreß des Deutschen Ausschusses für Erziehung und Unterricht in Wiesbaden vom 5. bis 7. Oktober 1930, Leipzig 1931
- (Bearb.): Schüler, Klassen und Schularten der höheren Knaben- und Mädchenanstalten des Deutschen Reiches, Ergebnis einer Erhebung des Deutschen Philologenverbandes, Berlin 1932

- Wesen und Werden der deutschen Dichtung. Von den Anfängen bis zur Gegenwart. 22. Aufl. Lurz, München 1972 (zuerst 1951), ISBN 978-3-87501-000-8.
- Weltliteratur unserer Zeit, 1962
- Literagalgia : eine sozioökono-komische Literaturgeschichte für Progressisten, Würzburg 1977